# Cal Capell
Cal Capell és un edifici modernista del municipi d'Igualada (Anoia) protegit com a bé cultural d'interès local..

## Descripció
L'entrada d'aquest edifici té un espai d'accés directe al carrer, on podem veure-hi un sostre pintat de tipus floral, amb una cromia on predominen els tons ocres, i uns esgrafiats a les parets de tipus geomètrics. Aquesta part comunica amb el pati cobert per una cúpula de vidre on hi ha l'escala que dona accés al primer pis. El put d'unió d'aquests dos espais ve formant per uns arcs assalmerats, suportats per una parella de columnes amb uns capitells pseudo-jònics. En les parets hi trobem unes obertures allargassades amb llinda esglaonada on, en els brancals veiem uns esgrafiats geomètrics.
Aquests, degut a les formes estructurals, i a les decoracions, són semblants als que empra Josep Puig i Cadafalch a l'interior de la casa Macaya. També són remarcables els ferros forjats que formen les reixes i baranes, de tipus geomètric, que recorden les dissenyades per Antoni Gaudí.
La tribuna és una estructura de ferro i decoració de vidrieres emplomades de colors suaus amb esquemes geomètrics presidits per uns arcs d'inflexió arrodonits com els de l'interior de l'entrada. Aquesta tribuna, junt amb els vidres de l'Ateneu Igualadí de la Classe Obrera, són els més importants i gairebé els únics en la decoració modernista a Igualada.
La tribuna es reformà per iniciativa d'Antoni Capell i Balañà. La recuperació del vidre emplomat, molt pròpia dels vitralls de catedrals medievals, és recuperada pel moviment modernista, igual que altres arts aplicades (ferro forjat, ceràmica, etc.) que, degut a la tendència nascuda a Anglaterra "Arts and Crafts" s'estengué per tot Europa.